# Castillo de Făgăraş
El castillo de Făgăraş (en rumano: cetatea Făgărașului) está situado en el centro de Făgăraş, en el distrito de Brașov de Rumania.

## Historia
La construcción de la fortaleza dio comienzo en 1310, en el lugar de una fortiicación precedente de madera con murallas de tierra, del siglo XII. Las investigaciones arqueológicas muestran signos de destrucción violenta a mediados del siglo XIII, presuntamente en relación con la invasión mongola de 1241. Situada a medio camino entre Brașov y Sibiu y cerca de Valaquia, el castillo de Făgăraș  proporcionaba una posición defensiva contra posibles incursiones al sudeste de Transilvania.
En 1526, Ștefan Mailat consolidó la ciudadela, duplicando el grueso de sus muros. En 1541, los otomanos atacaron la fortaleza y capturaron a Mailat, que moriría en cautividad en la fortaleza de Yedikule en Estambul. Gaspar Békés, propietario de la ciudadela entre 1567 y 1573, construyó el foso alrededor de la fortaleza, aprovechando la tierra excavada para reforzar la parte inferior de las murallas. Durante la época de Esteban Báthory (voivoda de Transilvania de 1571 a 1586) y Baltazar Báthory (señor de la fortaleza de 1588 a 1594), se construyó el primer bastión del ángulo sudeste del anillo defensivo exterior. En 1599, Miguel el Valiente ocupó el castillo y alojó en él a su familia y el tesoro real. En el siglo XVII, el príncipe Gabriel Bethlen priorizó la fortaleza sobre Alba Iulia en la modernización de las fortificaciones, mientras que Miguel Apafi I la transformó, por su posición reforzada, en una residencia principesca.

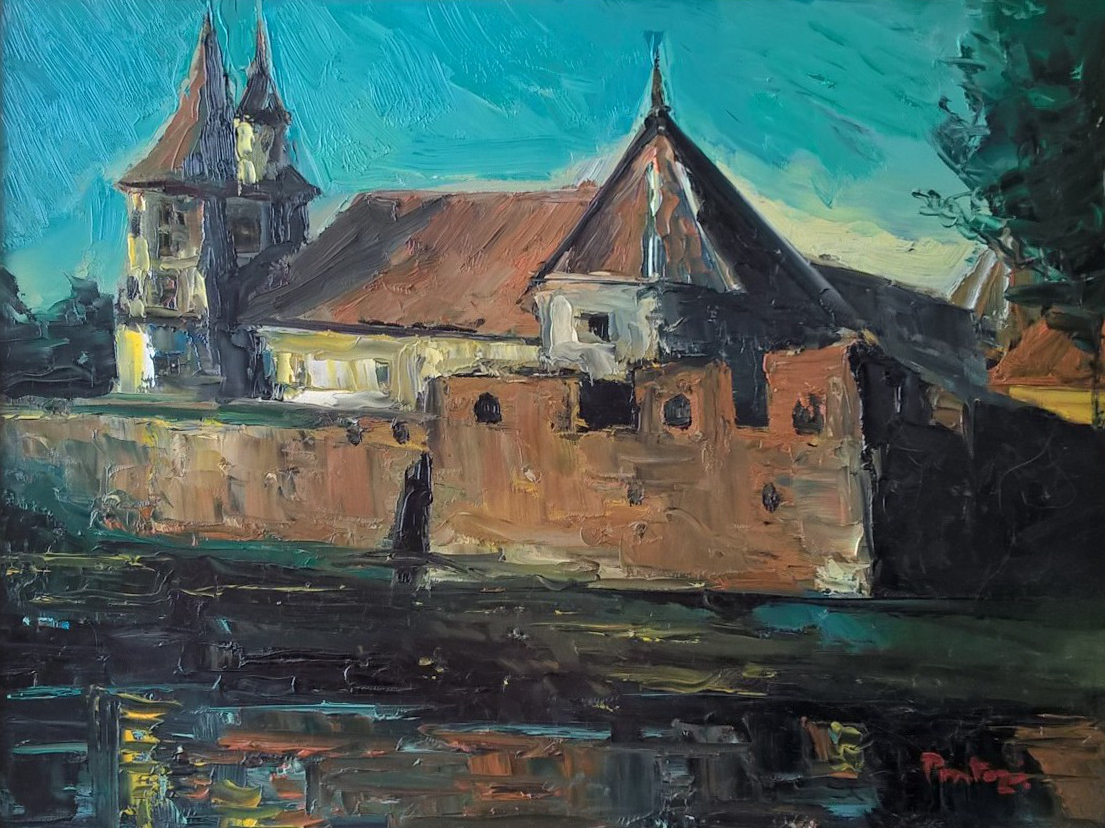
Crepúsculo en la ciudadela de Făgăraş, Valeriu Pantazi.

Entre 1948 y 1960, la fortaleza fue usada como prisión para los opositores al régimen comunista y miembros de la policía y la Siguranța Statului del período de entreguerras, como los generales Vasile Zorzor, Gheorghe Liteanu o Emanoil Leoveanu. En total, unas cinco mil personas fueron retenidas en este lugar, muchas de las cuales fueron torturadas. El frío, el hambre y la falta de cualquier tipo de atención médica fueran causa de un gran número de muertes entre los detenidos. Según los investigadores, se declaró oficialmente que habían muerto entre 161 y 166 reclusos.

## Galería

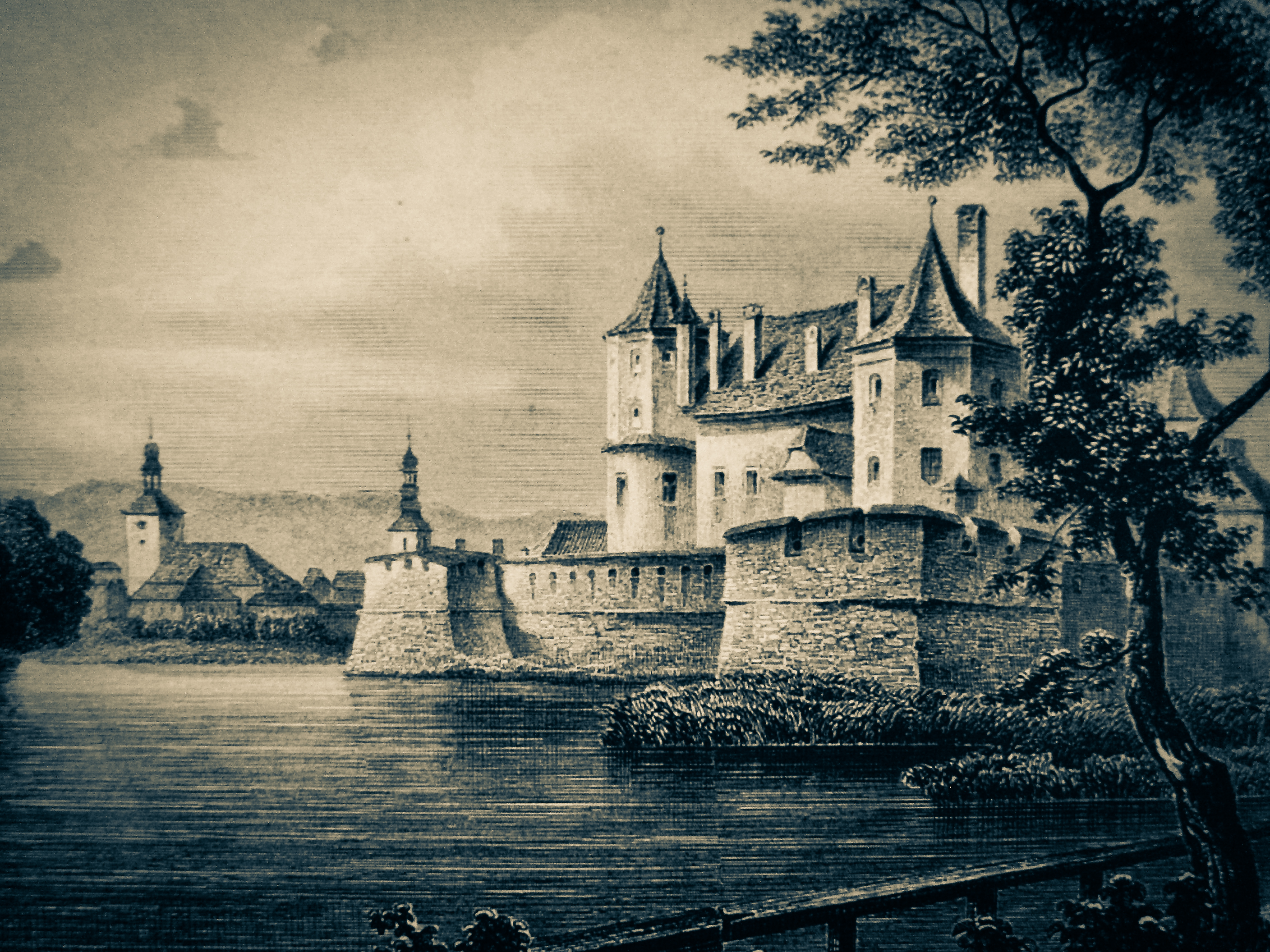
El castillo en 1883.
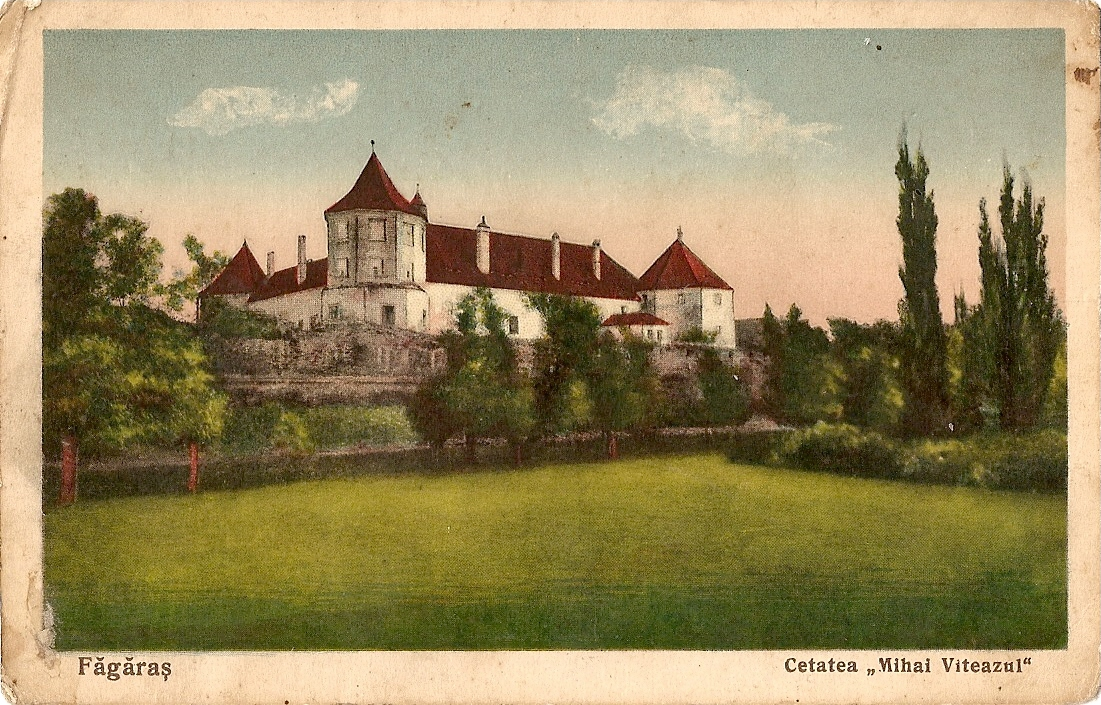
La ciudadela en el período de entreguerras.
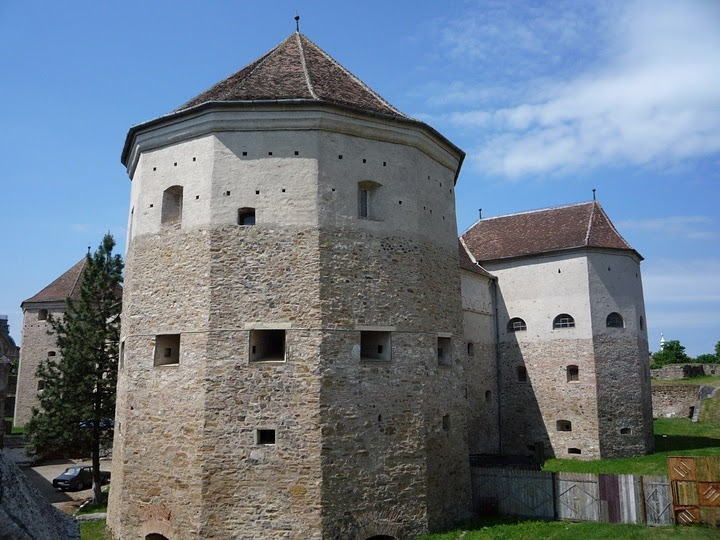
Donjon del castillo.
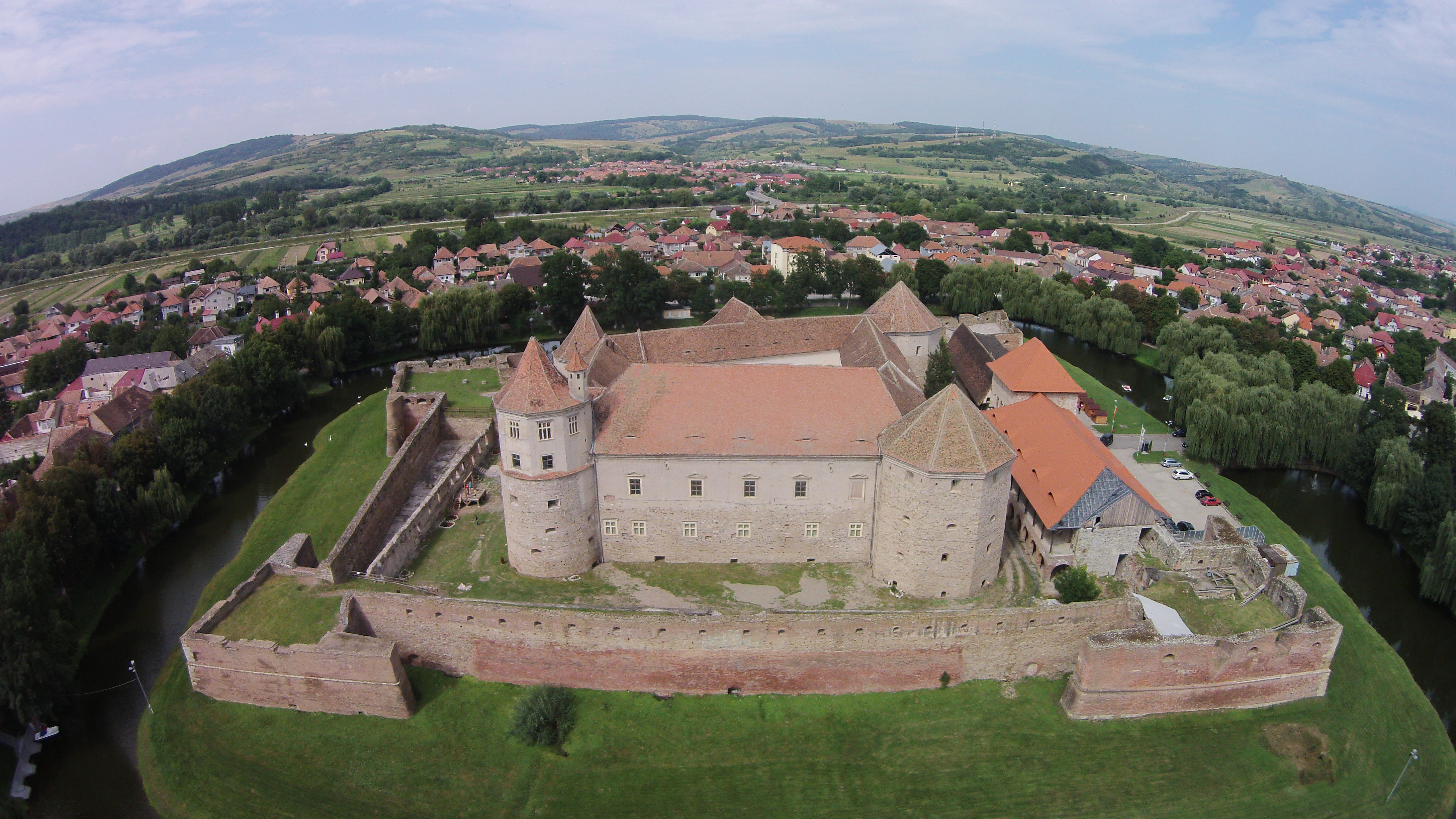
Vista aérea.
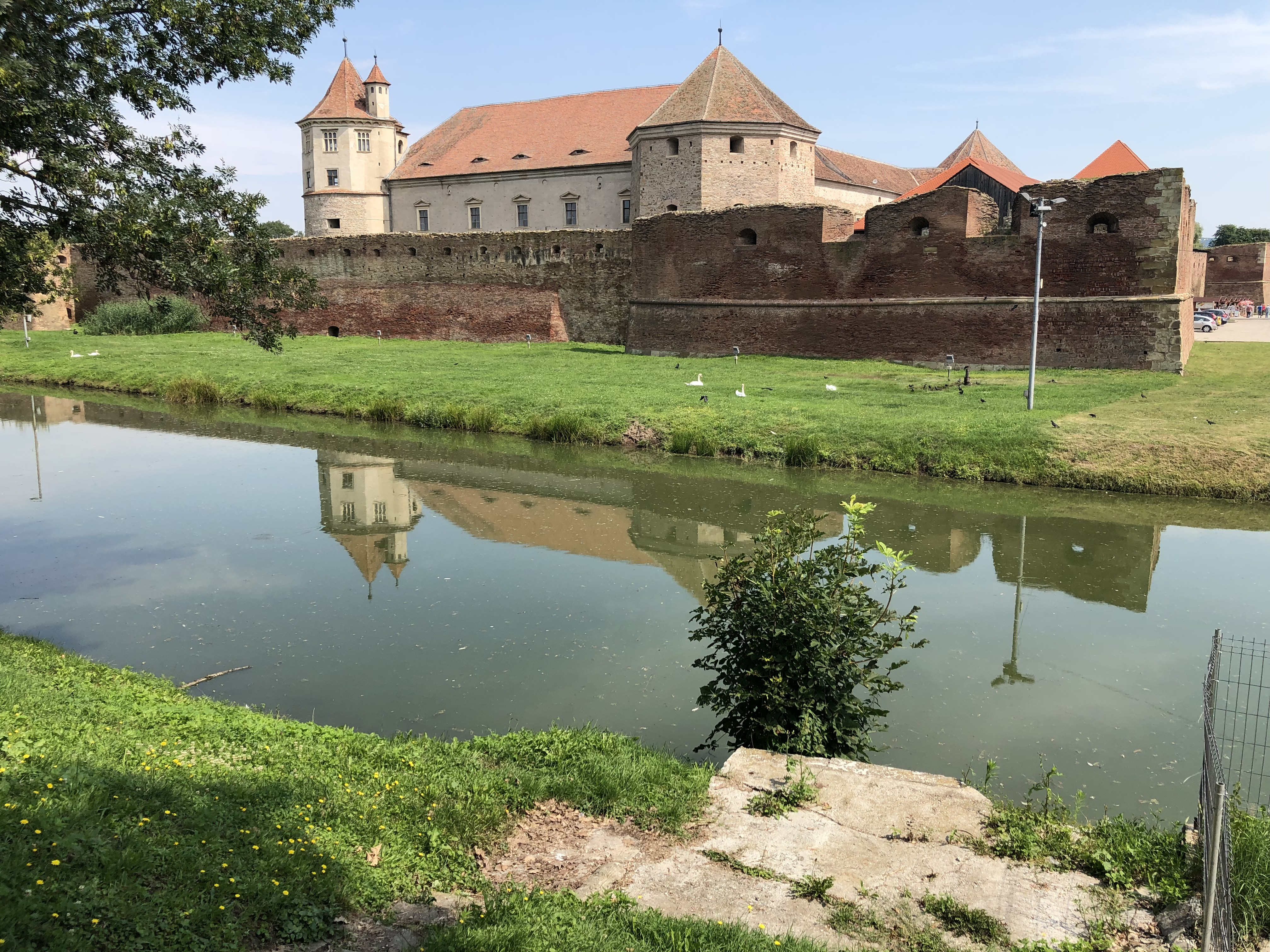
Vista lateral.